# Eight Lines
Eight Lines (dans un premier temps Octet) est une œuvre musicale de Steve Reich composée en 1979 mais réellement achevée en 1983 pour un ensemble concertant de seize musiciens.

## Historique

### Aux sources d'Eight Lines:Octet
Octet composée 1979 pour un ensemble concertant de huit musiciens est la première version d'Eight Lines. L'œuvre commandée par la radio de Francfort et terminée en avril 1979, se situe dans l'œuvre de Reich dans la lignée de Music for a Large Ensemble composée de manière presque contemporaine mais laissant apparaître les premières influences de la cantillation hébraïque qu'il a étudié les deux années précédentes. Elle est créée le 21 juin 1979 à Francfort par le Netherlands Wind Ensemble sous la direction de Reinbert de Leeuw. La première américaine fut donnée le 19 février 1980 au Carnegie Hall à New York.

### Une adaptation:Eight Lines
En 1983, Steve Reich adapte donc Octet en une œuvre très similaire, Eight Lines, qui double la section des cordes avec deux quatuors à cordes facilitant son exécution et enrichissant les lignes mélodiques. 
En 2008, la chorégraphe belge Anne Teresa De Keersmaeker compose la seconde partie de son spectacle Steve Reich Evening sur la composition Eight Lines en reprenant de nombreux éléments chorégraphiques issus de Rain, un précédent ballet datant de 2001.

## Structure
Octet a été écrit pour deux pianos, deux clarinettes doublées par deux clarinettes basses ou une flute et un piccolo, deux violons, un alto, et un violoncelle. Si les musiciens ne sont pas capables doubler les parties des vents, Steve Reich propose simplement d'ajouter des musiciens, l'octette passant alors à un nonette ou un ensemble de dix musiciens (ce qui fut le cas lors de la première à Francfort). L'œuvre se décompose en cinq sections qui ne sont pratiquement pas individualisées avec des parties superposées afin de rendre l'ensemble le plus continue et doux possible.
Eight Lines est aussi composée d'un mouvement unique constitué de cinq sections. Elle a été écrite pour deux quatuors à cordes, deux pianos, deux flutes, et deux clarinettes. Le piano est le moteur rythmique de l'œuvre autour duquel les autres instruments jouent leurs lignes mélodiques.
Son exécution dure environ 16-17 minutes.

## Enregistrements
- Octet, par Steve Reich and Musicians, ECM New Series 1168 (1980).
- Eight Lines et œuvres de Adams, Glass, Heath, par le London Chamber Orchestra, Virgin Classics (1990).
- New York Counterpoint / Eight Lines / Four Organs, par Bang on a Can, Nonesuch (2000).
- Sextet, Piano Phase, Eight Lines, par le London Steve Reich Ensemble, CPO (2007).